# Tripolská kultura

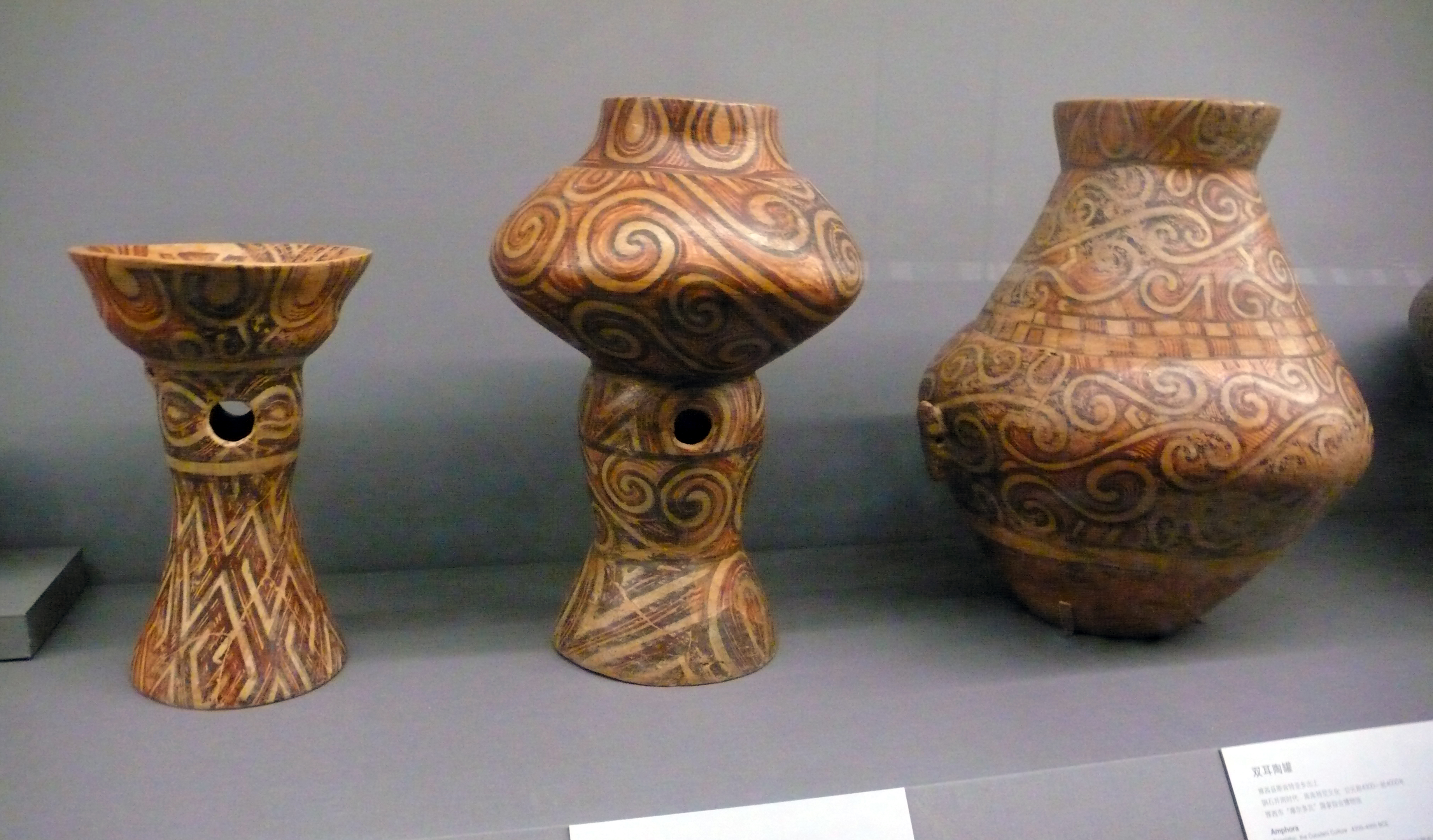
Nádoby tripolské kultury v muzeu v Iasi v Rumunsku

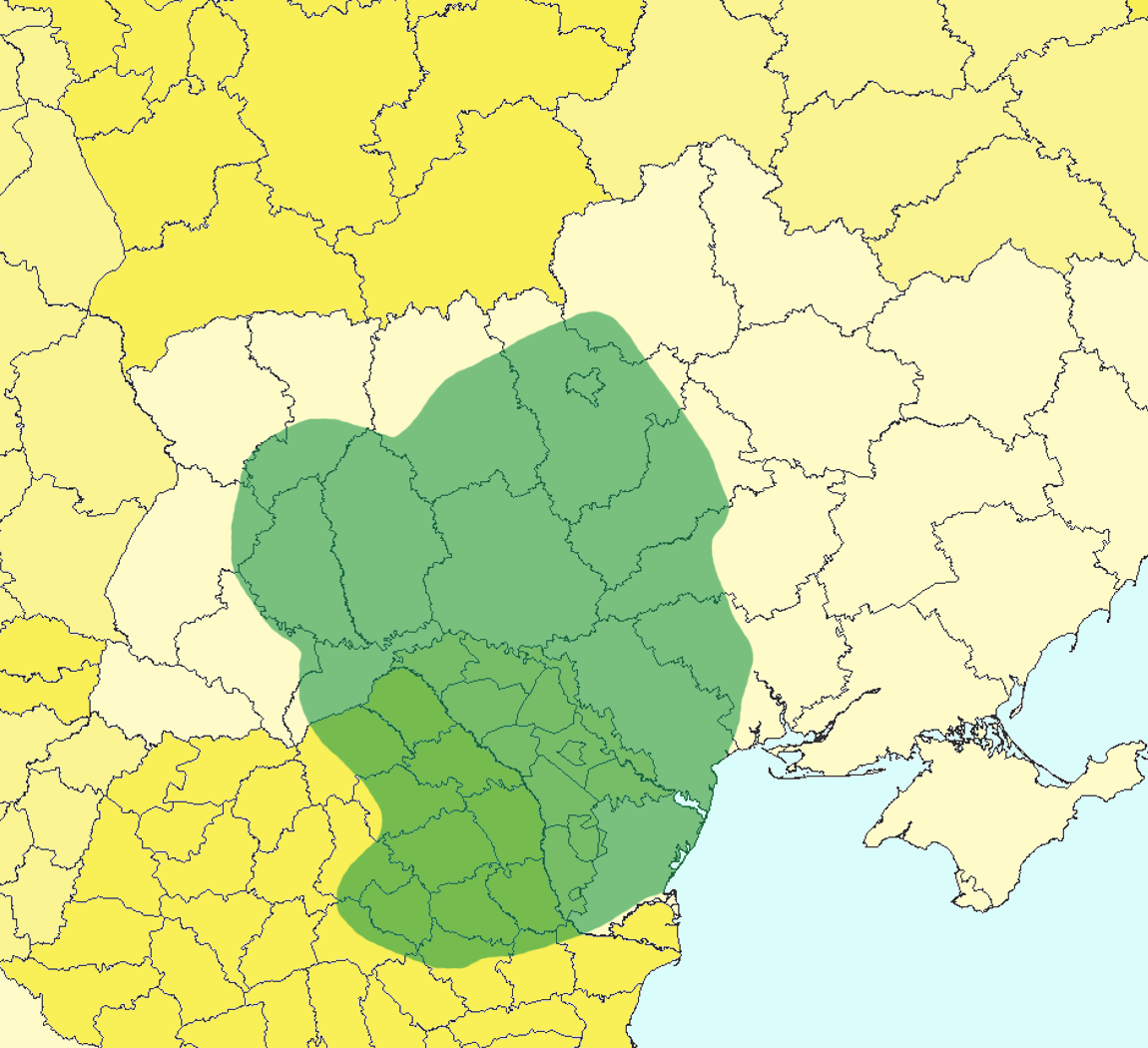
Maximální rozšíření tripolské kultury v rámci celé její existence na mapě s moderním správním členěním

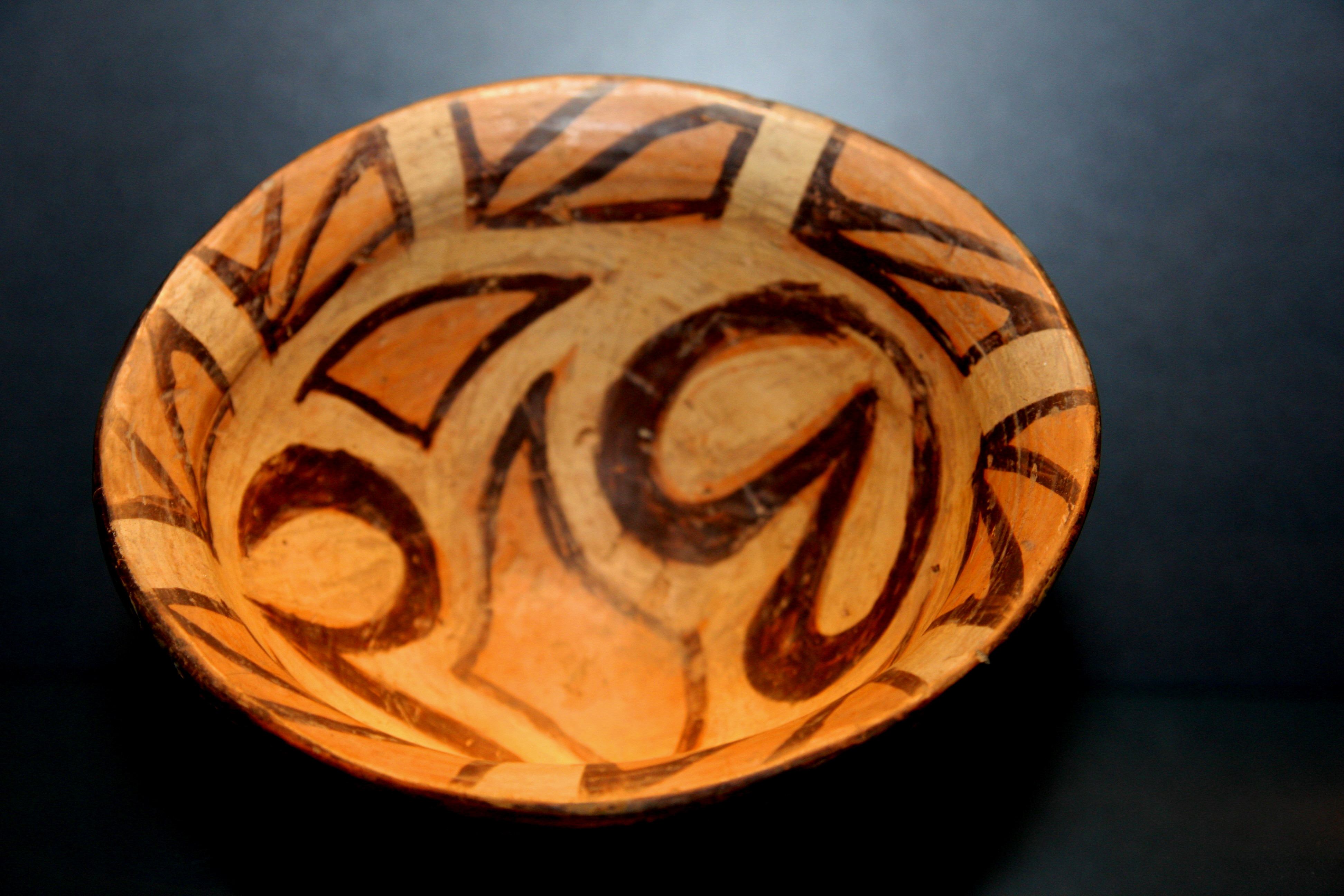
Malovaná hliněná miska

Tripolská kultura, také Cucuteni–Trypilská kultura (ukrajinsky Трипільська культура – Trypilska kultura, rumunsky Cultura Cucuteni) je neolitická archeologická kultura, která se vyskytovala v oblasti od povodí Prutu k povodí Dněstru přibližně v letech 5200–3000 před naším letopočtem. K roku 2003 bylo známo téměř 3 tisíce nalezišť od osamělých stavení až po města pro 30 tisíc obyvatel, většinou v povodí řek. Charakterizuje ji keramika, hlavně malované nádoby (bez použití hrnčířského kruhu) a drobné antropomorfní sošky (idoly?).

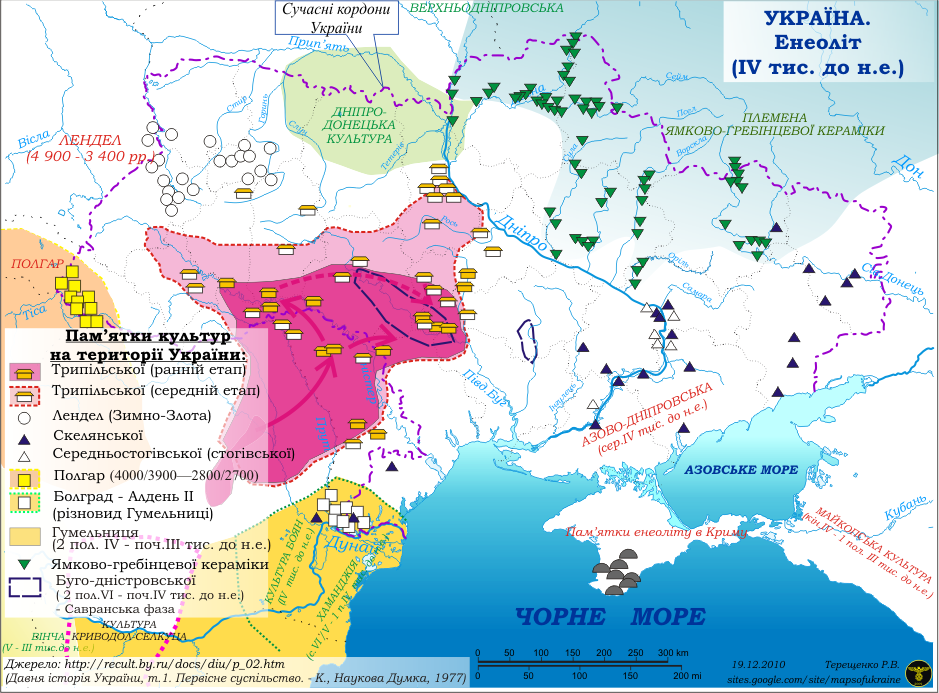

## Výzkum

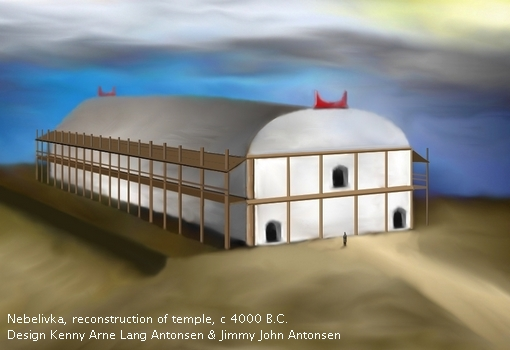
Chrám Nebelivka, Ukrajina. rekonstrukce – 4000 před n. l.

K objevu tripolské kultury došlo v osmdesátých letech devatenáctého století nezávisle na Ukrajině a v Rumunsku. V severovýchodním Rumunsku objevil kulturu Teodor Burada a byla pojmenována Cucutenská podle vesnice Cucuteni v župě Iași, kde k objevu došlo. Na Ukrajině kulturu objevil český rodák Čeněk Chvojka a byla pojmenována Tripolská podle vesnice Trypillja / Trypillia jižně od Kyjeva. Název z Ukrajiny se rozšířil do slovanských jazyků a obecněji východní Evropy, název Cucutenská se uchytil v západní Evropě. V moderní době se používá označení Cucutensko-tripolská kultura, které vyjadřuje, že se jedná o jedinou kulturu.

### Kulturu objevil český rodák
Archeolog Čeněk Chvojka objevil první Trypolské osídlení na území moderní Ukrajiny v letech 1893–1894 na Kyrylivské ulici 55 v Kyjevě. Čeněk Chvojka představil své nálezy v srpnu 1899 na XI archeologickém kongresu v Kyjevě. Za oficiální rok objevení trypilské kultury na Ukrajině je považován rok 1893 — rok, kdy začaly vykopávky na Kyrylivské ulici v Kyjevě. Na podzim roku 1897 bylo Chvojkou nalezeno několik osad s materiály podobnými kyjevským nálezům v blízkosti města Trypillya v Kyjevské župě (nyní vesnice Trypillya, Kyjevská oblast). V českých, moldavských, ruských, ukrajinských a dalších publikacích je název „trypilská kultura“ běžný pro památky z území Ukrajiny a Moldavska. Naopak z Rumunské části je nazývána Kukuten.
Postupem času se ukázalo, že archeologická kultura Kukuten na území Rumunska a kultura Tripillia na území Ukrajiny patří do stejného kulturního komplexu. Nyní se často používá název „Kukuten-Tripillia“, i když názvy „Kukuten“ a „Tripillia“ lze používat i samostatně. Používá se také název „kulturně-historická komunita“ nebo „společenství“ Tripillia-Kukuten (Kukuten-Tripillia).

## Historie

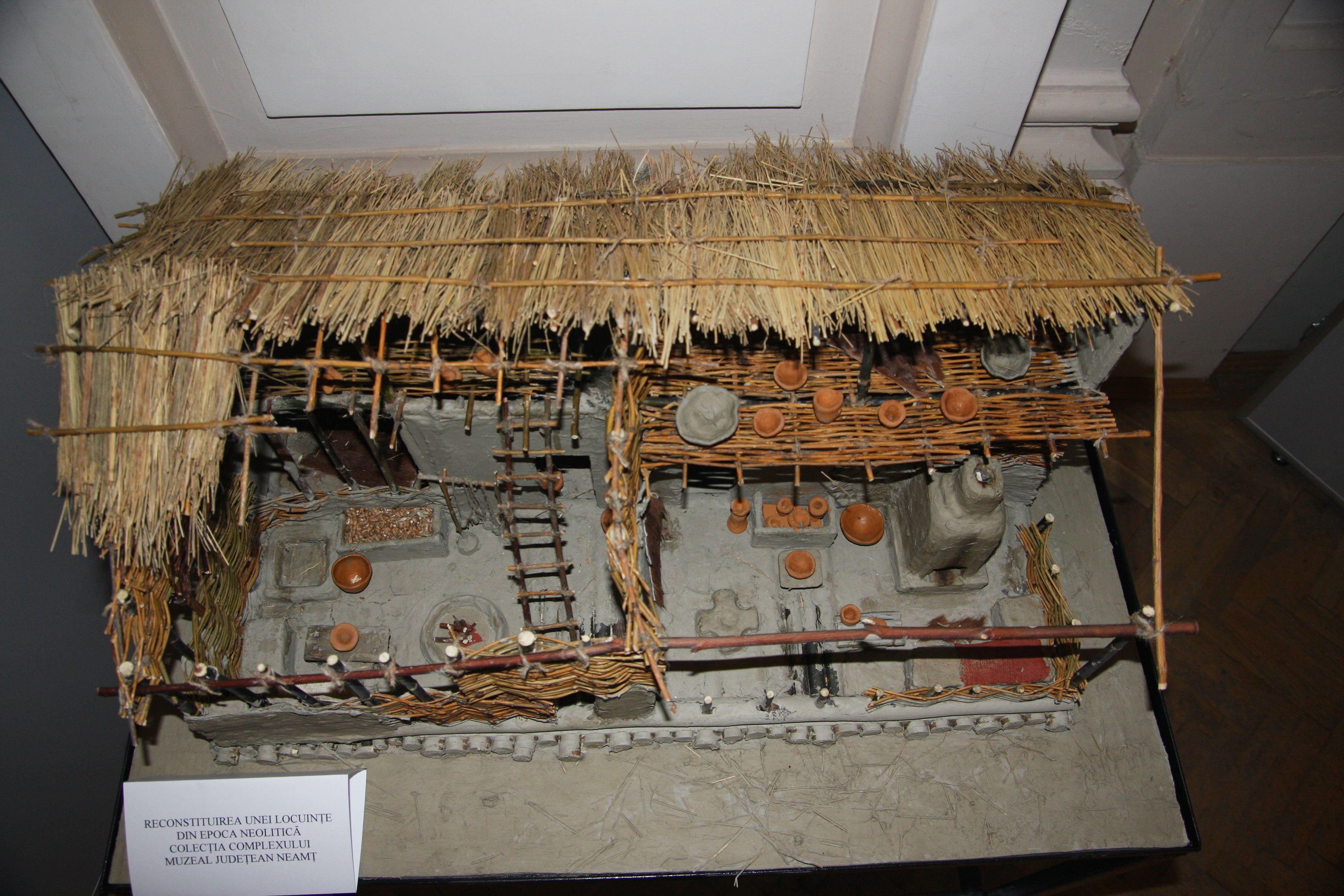
Rekonstrukce Tripolského běžného domu

Trypilská kultura vzkvétala mezi léty 5500 až 2500 př. n. l. K zániku trypilské kultury mohlo dojít z důvodu vyčerpání zdrojů, epidemie moru nebo invaze stepních pastevů jámové kultury.
Moderní archeologie odkazuje na fázi do starší doby bronzové:
- Počáteční: 5300–4000 př. n. l.  (Rumunsko a Podkarpatsko)
- Rané: 4000–3600 př. n. l. (údolí řeky Prut – Dněstr)
- Největší rozmach: 3600–3100 př. n. l. (rozhraní Dněstr – Buzka[ujasnit])
- Pozdní: 3100–2500 př. n. l. (meziříčí Dněstr – Dněpr)

První informace o archaické kultuře s malovanou keramikou získal a publikoval lvovský archeolog Antony Schneider v 70. letech 19. století. na základě výsledků výzkumu na území ukrajinského Podolí, které bylo tehdy součástí Rakousko-Uherska a v Haliči. Na území v Haliči koncem 19. stol. byla provedena první stratigrafická a chronologická pozorování tehdy nepojmenované kultury "malované keramiky".
Území rozšíření trypilské kultury od doby jejího objevení do dneška patřilo do různých států, což způsobilo vznik tří jmen – „Kukuten“ v Rumunsku, „Kultura malované keramiky“ v Haliči a Bukovině a „Trypilská kultura“ v Podolí v Čerkasích a Trypillya v Kyjevské oblasti.

## Genetický výzkum
V roce 2005 získal O. Nikitin první vzorky pro genetickou analýzu z jeskyně Verteba v Podolí. V roce 2010 byly prezentovány první výsledky. O tři roky později byly závěry potvrzeny jako výsledek srovnávací analýzy fylogenetického původu neolitických předchůdců „Trypiliánů“ ve středoevropsko-balkánské oblasti. Bylo zjištěno, že lidé z Trypillu  byli potomci neolitických zemědělců z Anatolie, kteří se po příchodu do Evropy smísili s mezolitickými lovci a sběrači, kteří žili v oblasti od Karpat po severní pobřeží Černého moře ještě před příchodem prvních zemědělců. Geneticky byli velmi podobní současným obyvatelům jižní Evropy, především ze středomořských ostrovů jako Sardinie. Byli také geneticky spřízněni s neolitickými populacemi ve střední a severní Evropě, které náležely ke kultuře s lineární keramikou a kultuře s nálevkovitými poháry. 

## Zaměstnání

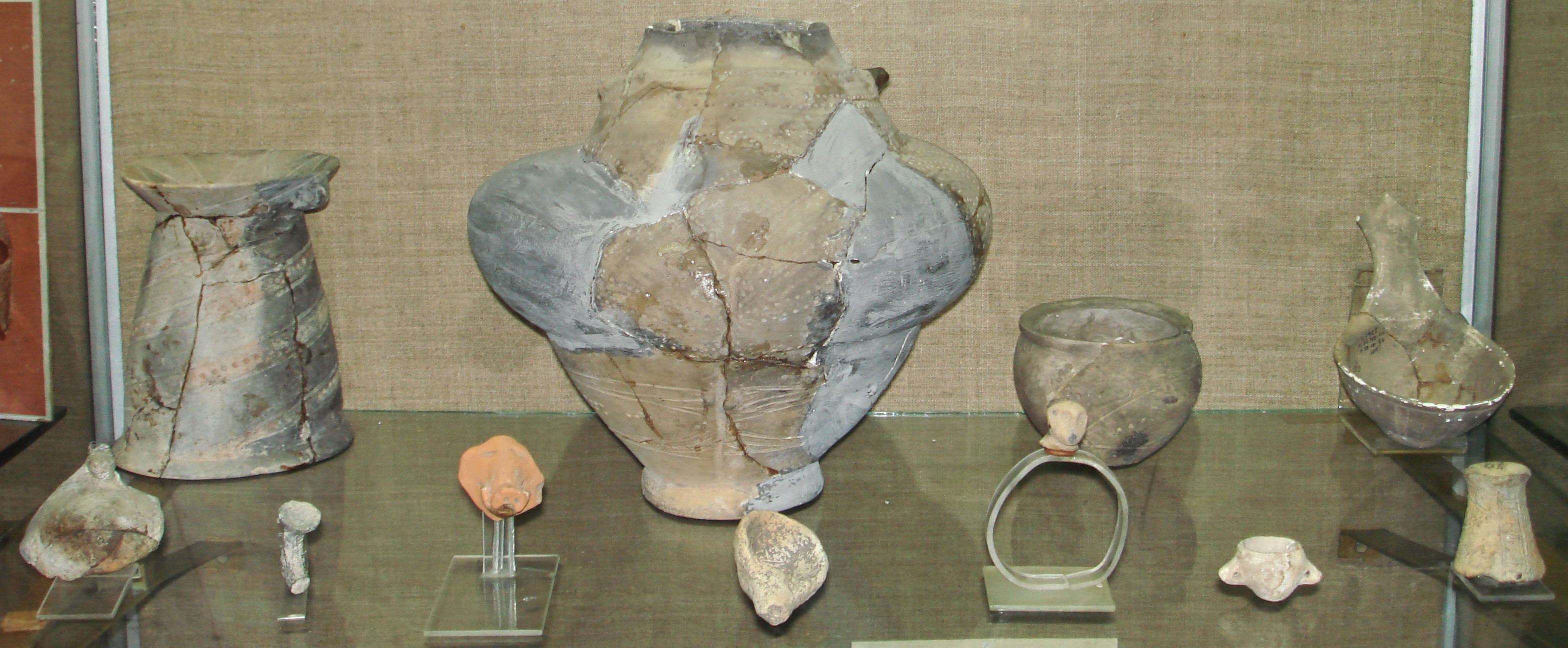
Tripolská kultura – nádoby

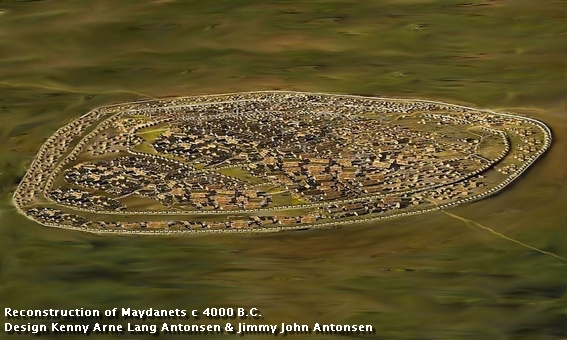
Rekonstrukce města

Hlavním obživa Trypilianů bylo zemědělství. Vyséval se ječmen, žito, pšenice, proso, pěstovaly se zahradní plodiny, které jsou dnes v Rumunsku a na Ukrajině dobře známé. Existují také důvody domnívat se, že obyvatelé Trypilu pěstovali luštěniny a len a obchodovali s ním.